# Новогодняя извинительная открытка
Новогодняя извинительная открытка (нем. Neujahrsentschuldigungskarte) — предновогодняя традиция в Австрии, популярная в XIX — начале XX века. К этому времени обычай лично выражать пожелания к Новому году принял в Австрии невыносимые масштабы. Купивший извинительную открытку, выпущенную муниципалитетом, освобождался от обязанности письменно поздравлять всех родственников, знакомых, коллег и начальство с Новым годом. Открытка прикреплялась на дверь дома, чтобы отвадить попрошаек или непрошеных поздравителей. Приобретатель новогодней извинительной открытки также освобождался от обязанности посещать с поздравлениями местных бедняков и раздавать милостыню.
Новогодние извинительные открытки получили распространение в Австро-Венгрии и Баварии с 1814 года. В Тирольском земельном музее в Инсбруке хранятся новогодние извинительные открытки из более чем полусотни тирольских населённых пунктов. Со временем скромно украшенные орнаментом извинительные открытки увеличились в размере до листа и богато иллюстрировались на религиозные сюжеты. Власти Мюнхена впервые организовали продажу новогодней извинительной открытки в 1843 году. Списки приобретателей новогодних извинительных открыток публиковались в региональной прессе. Вырученные средства предназначались местным малоимущим и в основном шли на приобретение для них дров на зиму. Помимо муниципальных властей открытки также выпускали отделения пожарной охраны для покрытия собственных нужд. Новогодние извинительные открытки выпускались вплоть до 1930-х годов, а попытки восстановить эту традицию предпринимаются и в настоящее время.